# Sony Xperia Z3 Compact
De Sony Xperia Z3 Compact is een smartphone van Sony uit 2014. De telefoon draait op Android en is een compacte versie van de Xperia Z3.
De smartphone heeft een beelddiagonaal van 11,7 cm en werkt op een Qualcomm Snapdragon-processor met 2 GB werkgeheugen. Het heeft 16 GB interne opslagruimte en weegt 129 gram.